# سلفيوم

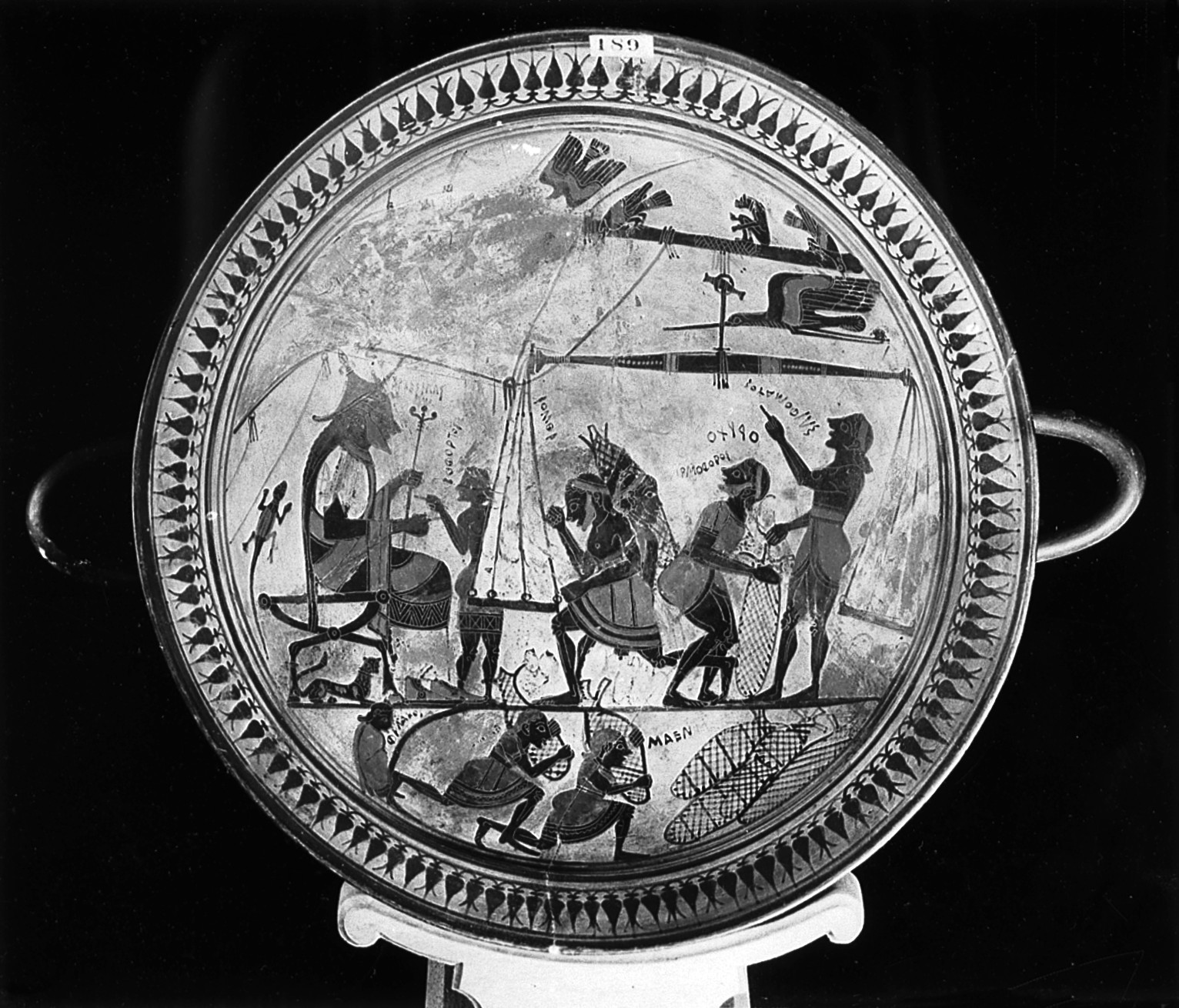
رسم على كأس إغريقي يمثل تجارة السلفيون بقورينة في القرن 7 ق.م.

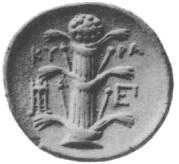
العملة القورينية (عملة فضية قديمة من قورينا نقش عليها رسم لنبات السلفيوم.)

السِّلْفِيُون أو السلفيوم أو السيلفيوم نبات بري منقرض (أو لا يمكن تحديده بدقة اليوم) كان ينبت في منطقة الجبل الأخضر فى اقليم برقة في ليبيا ومنها قورينا في العهد الإغريقي (شحات حالياً).
ويقال أنها لا تنبت الا في هذه المنطقة من العالم وقد اشتهرت هذه الزهرة حتي أنها دخلت في القصص والخرافات القديمة، وقد ظهرت في احدي القصص الصينية القديمة علي أنها قد تشفي أيّ مرض مستعصٍ.
وقد استعملها الإيطاليون في بنغازي كشعار، وقد تجدها مرسومة علي الجدران والأرضيات في المباني الإيطالية، وقد كان الإغريق يستوردون السيلفيوم من منطقة الجبل الأخضر في ليبيا أو منطقة المدن الخمس الإغريقية في قورينائية أو «سيرينايكا» أو «سيرين» شرق ليبيا.

## أصل الكلمة
كلمة سيلفيوم (Silphium) ليست إغريقية الأصل، ويرجح بوازاك في كتابه «معجم الاشتقاقات وأصول الكلمات» أن جذرها لا ينحدر من كلمة هندوأروبية بل قد يكون أفريقياً. كان اليونان يكتبونها LAC CERPICIUM ثم صار يكتب LASERPICIUM وبعد ذلك حذف المقطع الثاني من الكلمة وصارت تكتب LASER (لازر).

## وصفه
السلفيوم نبات حولي، له جذر غليظ ومستطيل في رأسه جمّارة درنية مكتنزة. وفي فصل الربيع تولد من هذا الجذر بواكير أوراقه، التي تسمى باللاتينية maspetum. ثم تنمو ساقه وتترعرع وتكبر، وهي شاق غليظة مضلعة ومجوفة من الداخل، له ثلاث طبقات من الاوراق بدون سويقات (كما يظهر على العملات النقدية القورينية).
كان السيلفيوم يعتبر هبة من الاله «أريستايوس» وهو ابن الاله الأسطوري «أبوللو» من الحورية قوريني، الذي تقول عنه المثولوجيا الاغريقية انه «المخترع الأول» الذي علّم الإنسان كيفية تربية النحل والقيام بالابتكارات الزراعية الأخرى. ينمو السلفيوم في المناطق شبه الصحراوية في قورينائية وليس في المناطق الزراعية المستصلحة. وكان ينمو، قبل أن ينقرض قبيل ظهور المسيحية، على الهضبة الداخلية للجبل الأخضر ما بين الهلال القوريني الخصيب وبين الصحراء، ابتداء من خليج «بُمبا» حتى خليج سرت.
ذكر وصفه كثير من كتاب الإغريق مثل: الشاعر أرسطوفانيس (مسرحيته الشعرية بلوتوس)، أرسطو (تاريخ الحيوان)، وسترابون وبليني الأكبر.
يعتقد البعض أن السلفيوم هو نبات «الحلتيت الطنجي» وهذا خطأ، وبعضهم يقول هو «الجَبَنَة القرقنية» أو «الحلتيت الصمغي». واعتقد رحالة أوروبيون زاروا المنطقة في القرن التاسع عشر انهم تعرفوا على السبفيون في نبات محلى يسمى الدرياس «بو نافع»، إلا أن وصف عالم النبات بليني الكبير له يعتبر قاطعا بشأنه. هذه مسألة شائكة قائمة بين علماء النبات.
ويعزو المؤرخون لانقراض هذا النبات إلى أسباب عدة، منها خيالية. إلا أن طبيعة المنطقة شبه الصحراوية التي كان ينمو فيها تدعونا للاعتقاد أن هذا النبات قد تعرض لإبادة (مقصودة أو غير مقصودة) من سكان المنطقة. تقول الفرضيات ان السلفيوم انقرض بسبب الرعى الجائر للرعاة الليبيين الذين كان يفرض عليهم دفع ضرائبهم للمستعمرين الإغريق على شكل رزم من هذا النبات الذي ينمو في مناطق نفوذهم خارج المدن الساحلية. تقول نظرية أخرى أن هؤلاء الرعاة قامو باجتثات وتخريب جذور النبتة كي لا يضطروا لدفع ما عليهم من ضرائب، وهذا ما لا يمكن التحقق منه. إلا أن هناك سبب آخر، وهو عملية حصاد هذا النبات لاستخراج عصارته من جذوره الدرنية قبل إزهاره على نطاق واسع، وهذا ما سبب عدم إكمال دورة حياته.
وصفه ابن البيطار المالقي في المادة 76 من المقالة الثالثة من كتابه تفسير كتاب دياسقوريدوس في الأدوية المفردة بأنه هو نبات الأنجدان (الاسم العلمي: Ferula assa-foetida).

## إستعمالاته وأهميته الاقتصادية
كان الاغريقي والرومان القدماء يقدرون هذا النبات الليبي، طازجا ومجففا، فقد كان يعتبر من البهارات الهامة، ويخلل بنقع سيقانه المجوفة في الخل، وكعلف قيم للماشية، ولشفاء الأمراض ومسهّل وفاتح للشهية ومطهّر ومانع للتعفن، الخ. وترياق لجميع الامراض. كانت عصارته قيمة جدا، فقد كانت رزم السلفيوم تخزن جنباً إلى جنب مع الذهب والفضة. يقول بليني الكبير بشأن هذا: أن "يوليوس قيصر" وجد في الخزينة العمومية عند انتهاء الحرب الاهلية منتصف القرن الأول ق.م - إلى جانب الذهب والفضة - مخزوناً من السلفيوم، بلغ وزنه ألفا وخمسمائة رطل. فلما حل زمن الطاغية "نيرون" لم يُعثر في قورينائية سوى على ساق واحدة من السلفيوم حيث أخذت وأرسلت إلى هذا الإمبراطور كهدية فريدة في نوعها.، وهو عند جالينوس "يعالج نشاف الرأس ويبعث الحرارة في الجسد، وأوصى به ديوسكوريدس لإثارة الرطوبة على الجسم وفي حالات الصلع العام وأمراض العيون ووجع الأسنان وعضة الكلب والجروح والنزلة الشعبية، وذكر بليني أنه مفيد لمرضى البرداء وإخراج الجنين الميت وعلاج التهاب القصبة الهوائية ورشح الدم والبواسير، وتعالج به الكدمات ممزوجاً بالخمر والزيت، وتعالج به أورام الخنازير ممزوجاً بالشمع، وعصيره مفيد في أمراض الأعصاب، ويثير الطمث عند النساء، وتزال به الدمامل وثآليل القدم، وهو مدر للبول، ويساعد المسنّين على سهولة الهضم، ويبطل مفعول سم الأفاعي، ويشفي من مرض الجمرة والدوالي والحكاك وتشققات الأصابع، وتعالج به الجسأة الجلدية (الصدفية) والكحة وأمراض اللهاة والصفراء المزمنة والاستسقاء، ويعطى لمرضى ذات الجنب وتقلص العضلات، ومرض الكزاز (التيتانوس)، والربو والسوداء الدرنيّة (السل) والصرع وشلل اللسان، ويستعمل لعرق النسا وروماتزم القطن (اللمباغو).
وقد عرف العرب السلفيوم باسم أنجدان (تعريب اللاتينية Angitana أي سلفيوم) وماغيطارس (تعريب Magidaris) والحلتيت، ويصفونه بالقوريني (نسبة إلى قورينا). ولا تكاد تختلف وصفة السلفيوم الطبيّة التي ذكرها جالينوس وديوسكوريدس وبليني عمّا ورد لدى الأطباء العرب كالرازي وابن سينا وابن العباس وابن البيطار".
ضربت العملة القورينية وهي تحمل صورة هذا النبات الثمين.